# هولم سينجر
هولم سينجر (بالألمانية: Holm Singer)‏ هو جاسوس ألماني، ولد في 23 يوليو 1961 في رايشنباخ إم فوغتلاند في ألمانيا.